# Quadroppia cristata
Quadroppia cristata är en kvalsterart som beskrevs av Balogh och Sandór Mahunka 1980. Quadroppia cristata ingår i släktet Quadroppia och familjen Quadroppiidae. Inga underarter finns listade i Catalogue of Life.